# 1968 في فنزويلا
فيما يلي قوائم الأحداث التي وقعت خلال عام 1968 في فنزويلا.

## سياسة

### انتهاء فترة المنصب
- 5 يناير – كارلوس أندريس بيريز عضو مجلس نواب فنزويلا ‏.

## رياضة
- 1 يناير – الدوري الفنزويلي الممتاز 1968 الفائز اتحاد الكناري الرياضي [الإنجليزية]‏.

## مواليد

### يناير
- 1 يناير – نانسي فابيولا هيريرا
- 21 يناير – ألكسندر نيلكا لاعب كرة سلة فنزويلي.

### فبراير
- 4 فبراير – فيكتور دياز لاعب كرة سلة فنزويلي.
- 21 فبراير – ميغيل إشينوزي لاعب كرة قدم فنزويلي.[1]

### مارس
- 5 مارس – وينستون سانتوس

### أبريل
- 5 أبريل – نينا فوينتيس

### مايو
- 4 مايو – إدي بيريز
- 18 مايو – كليمنت ألفاريز لاعب كرة قاعدة فنزويلي.

### يونيو
- 8 يونيو – أدريانا فوسا عارضة ازياء فنزويلية.[2]

### أكتوبر
- 10 أكتوبر – ليوناردو سييرا درّاج طريق فنزويلي.
- 16 أكتوبر – إميليو سواريز

## وفيات

### نوفمبر
- 17 نوفمبر – ويلهلم ليمان (مواليد 1882) كاتب ومؤلف ألماني.[3]